# 高应松祠堂
高应松祠堂，位于中国福建省福州市长乐区古槐镇屿中村-相府裡，为一个省级文物保护单位，类型为古建筑，为第五批福建省文物保护单位，公布时间为2001年1月20日。
高应松祠堂的历史年代为清。